# Saint-Loubès
Saint-Loubès ist eine französische Stadt im Département Gironde in der Region Nouvelle-Aquitaine. Die Gemeinde liegt zwischen den Städten Bordeaux und Libourne. Während Saint-Loubès im Jahr 1962 über 3068 Einwohner verfügte, zählt man aktuell 10.057 Einwohner (Stand 1. Januar 2022). Die Bewohner werden Loubésiens und Loubésiennes genannt.
Die Gemeinde gehört zum Kanton La Presqu’île im Arrondissement Bordeaux. Saint-Loubès liegt an der Dordogne im Weinbaugebiet Entre-Deux-Mers. Hier mündet das Flüsschen Laurence in die Dordogne.

## Bevölkerungsentwicklung
| Jahr                       | 1962 | 1968 | 1975 | 1982 | 1990 | 1999 | 2006 | 2017 |
| Einwohner                  | 3068 | 3328 | 4027 | 4956 | 6207 | 7090 | 7639 | 9509 |
| Quellen: Cassini und INSEE |      |      |      |      |      |      |      |      |

## Baudenkmäler

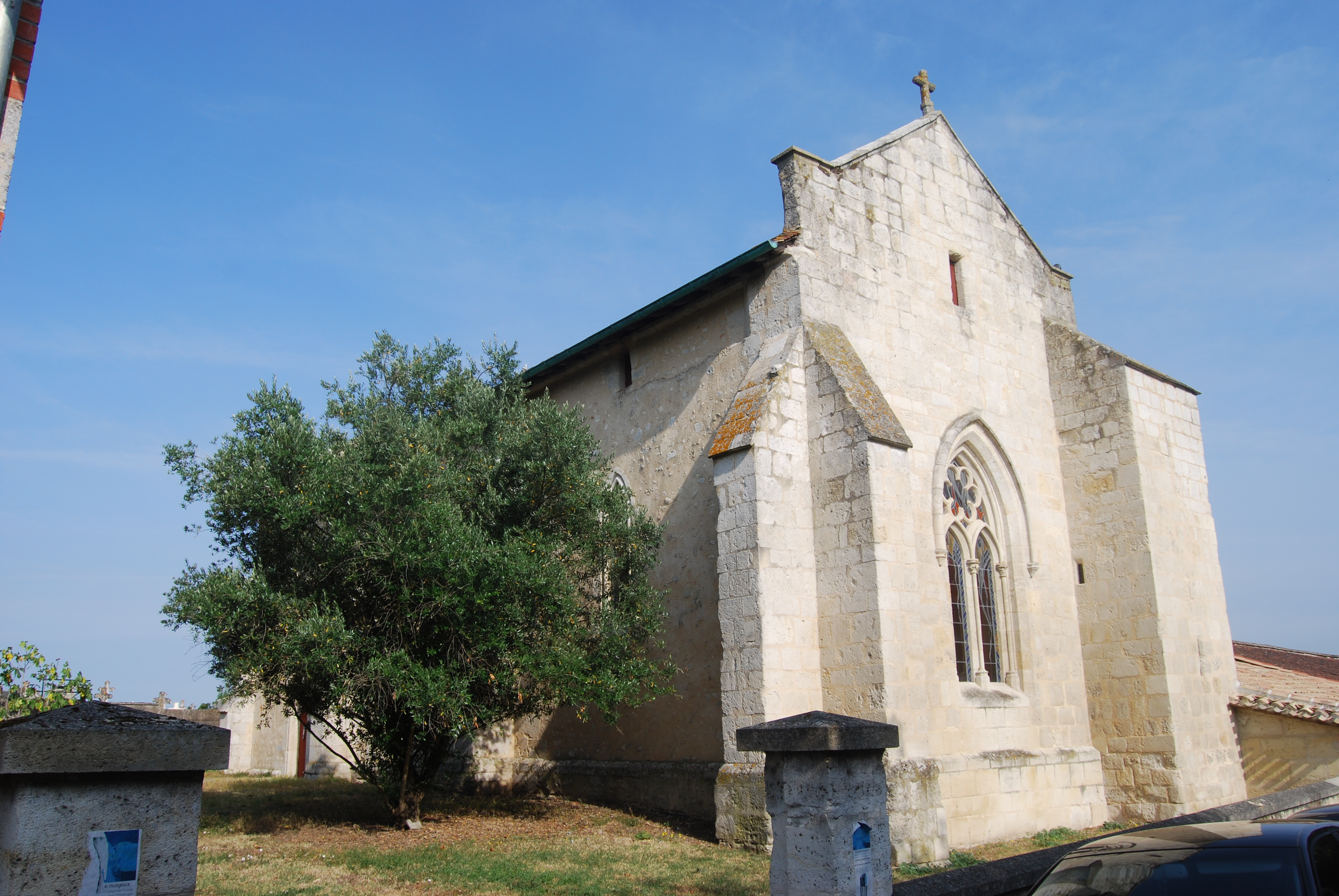
Kapelle Saint-Loup

- Reste der Kapelle Saint-Loup aus dem 11. Jahrhundert, seit 1992 als Monument historique eingeschrieben
- Pfarrkirche Saint-Pierre aus der zweiten Hälfte des 19. Jahrhunderts
- Schloss Reignac, Mitte des 19. Jahrhunderts neu gebaut

Siehe auch: Liste der Monuments historiques in Saint-Loubès

## Persönlichkeiten
- Marie-Henriette Alimen (* 22. Juni 1900 in Saint-Loubès; † 31. März 1996), Prähistorikerin und Geologin
- René Labat (* 5. Juni 1904 in Saint-Loubès; † 3. April 1974 in Paris), Altorientalist